# Johnny Borrell
Jonathan Borrell (* 4. duben 1980) je zpěvák, kytarista a frontman skupiny Razorlight.
Narodil se v severním Londýně v Muswell Hill. Byl na internátě a navštěvoval školu v Highgate, jeho spolužákem byl John Hassall (nynější frontman skupiny Yeti). Johnny měl těžké dětství, ve třinácti letech zkusil LSD a v sedmnácti heroin. Krátce po škole pracoval v obchodě v Camdenu. V roce 2000 založil spolu s Johnem Hassallem, Carlem Baratem a Petem Dohertym skupinu Libertines, kde pouze krátce účinkoval jako baskytarista. Kvůli tomu, že několik Johnnyho blízkých přátel zemřelo kvůli drogám, Johnny toho nadobro nechal. V létě roku 2002 dal do nového hudebního expresu inzerát, že hledá hudebníka. Odpověděl mu pouze Bjorn Agren, Švéd, který se živil prodáváním džín turistům. Johnny založil tentýž rok skupinu Razorlight.
Nyní prý chodí s Emmou Watson, známou představitelkou Hermiony Grangerové v sérii filmů o Harrym Potterovi, ta to však popírá a tvrdí, že spolu jen koketují, její rodiče by totiž z jejich vztahu neměli moc velkou radost. Johnny Borrell je nejen zpěvák, ale v poslední době se stal i producentem alb několika mladých anglických skupin.